# Shyamnagar
Shyamnagar è un sottodistretto (upazila) del Bangladesh situato nel distretto di Satkhira, divisione di Khulna. Si estende su una superficie di 1.968,24 km² e conta una popolazione di 318.254 abitanti (dato censimento 2011).